# Bei der Jakobikirche

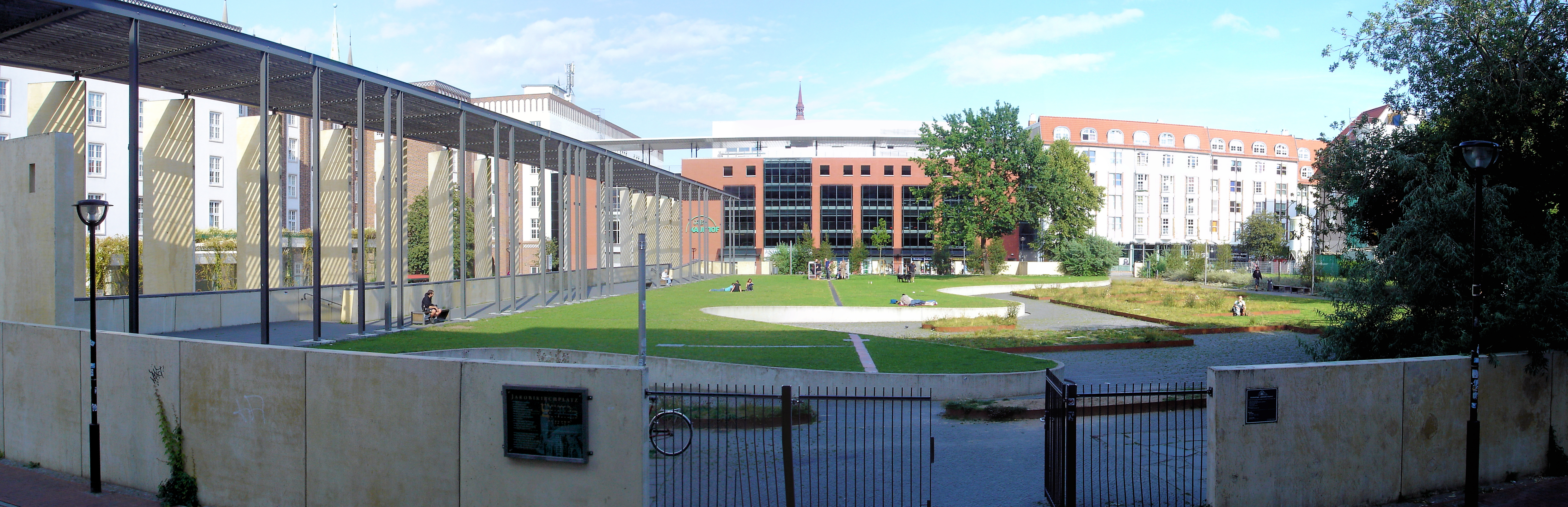
Jakobikirchplatz

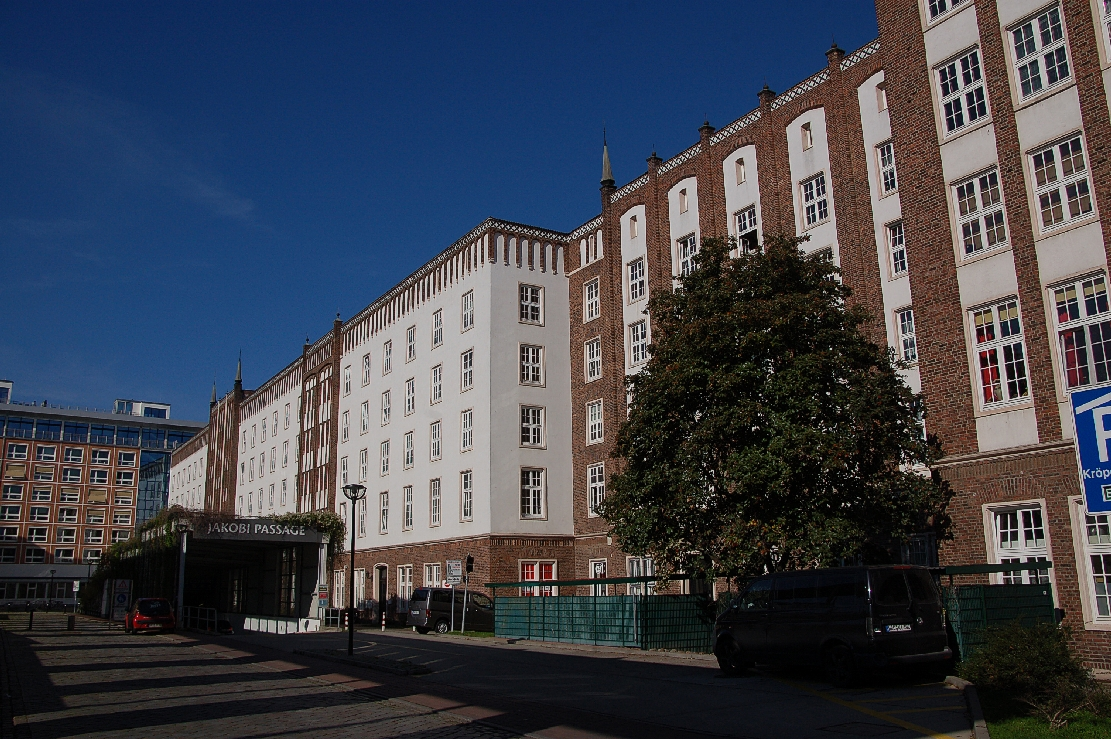
Rückfront der Häuser der Langen Straße auf der Nordseite der Straße Bei der Jakobikirche

Die kurze Straße Bei der Jakobikirche befindet sich im historischen Rostocker Stadtzentrum. Sie verbindet den Nordabschnitt der Apostelstraße im Westen mit dem Nordabschnitt der Pädagogienstraße im Osten.
Namensgeberin für die Straße war die Rostocker Jakobikirche, einstmals Pfarrkirche der Rostocker Neustadt. Die Gasse Bei der Jakobikirche begrenzte den Kirchhof von St. Jacobi nach Norden. Auf der Nordseite der Straße befand sich ein Bauensemble von „Reihenhäusern“ aus dem frühen 17. Jahrhundert.
In den Bombennächten Ende April 1942 brannte die Jakobikirche völlig aus, die Jakobikirchhäuser wurden vernichtet. Die Nordseite der Straße in den 1950er Jahren besteht seit der Neubebauung der Langen Straße aus der Rückfront der dortigen Häuser. 1960 wurden die Reste der Jakobiruine abgetragen, der Straßenname Bei der Jakobikirche geriet in Vergessenheit.
2003 wurde der Standort der Jakobikirche, der zu DDR-Zeiten Klaus-Störtebeker-Platz hieß, in einen Erinnerungspark umgestaltet, die nördlich anschließende Straße erhielt den Namen Bei der Jakobikirche zurück.

Koordinaten: 54° 5′ 21,8″ N, 12° 7′ 56,4″ O